# Jonathan Siles
Jonathan A. Siles, vollständiger Name Jonathan Alejandro Siles Cuadro, (* 25. August 1993 in Cerro Largo) ist ein uruguayischer Fußballspieler.

## Verein
Der nach Angaben seines Vereins 1,70 Meter große Offensivakteur Siles – auch als Alejandro Siles geführt – stand in den Spielzeiten 2011/12 und 2012/13 in Reihen des Club Atlético Peñarol. In der ersten Saison sind dort in der Apertura 2011 vier Einsätze in der Primera División verzeichnet, während er 2012/13 fünfmal als Einwechselspieler in der Apertura 2012 zum Zuge kam. Ein Ligator erzielte er nicht. Am Saisonende wurde sein Klub Uruguayischer Meister. Zur Saison 2013/14 wechselte er innerhalb der Liga auf Leihbasis zu El Tanque Sisley. Dort feierte er sein Ligadebüt zum Saisonauftakt am 17. August 2013 beim 2:1-Auswärtssieg gegen Fénix, als er in der 73. Minute für Juan Ignacio Marcarie eingewechselt wurde. Weitere Einsätze kamen im Verlauf der Apertura 2013 nicht hinzu. Zum Jahreswechsel 2013/14 kehrte er zu Peñarol zurück. Bei den Aurinegros sind in der Clausura 2014 keine weiteren Erstligaeinsätze verzeichnet. Vielmehr spielte er nach seiner Rückkehr für die von Paolo Montero trainierte Reservemannschaft in der Tercera División. Zur Apertura 2014 schloss Siles sich im Rahmen einer erneuten Ausleihe Centro Atlético Fénix an. In der Saison 2014/15 wurde er achtmal (kein Tor) in der höchsten uruguayischen Spielklasse eingesetzt. Nach seiner Rückkehr zu Peñarol am Saisonende wurde er im September 2015 erneut ausgeliehen. Aufnehmender Verein war dieses Mal der Zweitligist Miramar Misiones. In der Spielzeit 2015/16 absolvierte er 14 Zweitligaspiele und schoss zwei Tore.

## Erfolge
- Uruguayischer Meister 2012/13